# Ștefan Bulat
Ștefan Sevastian Bulat (n. 1892, Doroțcaia, Imperiul Rus - d. 1963, București) a fost un politician român, deputat în Sfatul Țării, care a militat pentru unirea regiunii de pe malul stâng al Nistrului cu România.
El s-a născut în Doroțcaia, Gubernia Herson, în Imperiul Rus. A studiat la Seminarul Pedagogic se la Bairamcea și la Universitatea din Iași.
În anul 1917, acesta a fost unul dintre organizatorii Congresului românilor transnistreni din Grigoriopol. Ulterior, a fost membru al Sfatului Țării.
În perioada interbelică, a fost profesor în Chișinău, fiind și director al revistei Tribuna românilor transnistreni, editată la Chișinău. A fost de asemenea fondatorul Comitetului Refugiaților Transnistreni, care se ocupa cu relocarea românilor transnistreni în Regatul României. După 1940, s-a refugiat în Vechiul Regat. În Al Doilea Război Mondial a fost funcționar în Guvernământul Transnistriei. 
A decedat în București la vârsta de 71 de ani, fiind înmormântat în Cimitirul Străulești.
1. ↑  Iurie Colesnic (14 ianuarie 2020), În culisele Istoriei: Congresul românilor transnistreni – eveniment de neuitat, Stiri de ultima ora din Moldova - Ultimele stiri Timpul.md
2. ↑  Iurie Colesnic (23 august 2016), În culisele Istoriei: Un om trimis de Dumnezeu, Stiri de ultima ora din Moldova - Ultimele stiri Timpul.md